# Винтовка Лоренца
Винтовка Лоренца (Lorenz Infanterie Gewehr M1854) — австрийская дульнозарядная капсюльная винтовка середины XIX века, применявшаяся во время австро-итало-французской войны 1859 года, а также австро-прусской войны (1866) Гражданской войны в США и ряда других конфликтов.

## История
Разработанная лейтенантом Йозефом Лоренцем винтовка пришла на смену состоявшему на вооружении с 1842 года мушкету системы Августина (M1842 Kammerbüchse). Её выпуск начался в 1854 году, а со следующего года она стала поступать в войска. Потребность в оружии нового типа превышала имеющие мощности государственных заводов, поэтому большая его часть была выпущена частными компаниями, не всегда имевшими достаточный уровень производства. В результате, качество винтовок Лоренца и даже калибр могли быть различными, что влияло и на точность стрельбы.
Хотя система Лоренца в целом превосходила предыдущую модель, полностью раскрыть её потенциал мешали, кроме неоднородного качества выпущенных образцов, как определённый консерватизм военных, так и недостаточные производственные мощности: к моменту начала Австро-Сардинской войны в 1859 году винтовка имелась не во всех австрийских частях.

## Устройство
Винтовка Лоренца разрабатывалась на основе винтовки Минье и конструктивно схожа с другими образцами дульнозарядного капсюльного оружия сделанными на её основе, в частности с британской Pattern 1853 Enfield и американской Springfield Model 1861. Ствол длиной 37,5  дюймов крепится к ложу тремя кольцами. Калибр 13,9 мм (.5473), что несколько меньше, чем .577 используемый в Энфилде и .58 у поздних образцов Спрингфилда.
Приклад изготовлен из бука или, реже, ореха. Прицелы могут быть как рамочные с прорезями, так и перекидные. Штык четырёхгранный.

## Применение
Впервые винтовка применена в боях австро-итало-французской войны 1859 года. Позже использовалась на Балканах.
Во время Гражданской войны в США винтовка Лоренца была третьим по распространённости типом оружия, применявшимся обеими сторонами конфликта. Согласно архивным документам, войска cеверян приобрели в общей сложности 226 924 экземпляров, а Конфедерация — 100 000. Купленные южанами винтовки активно применялись в армии Теннесси в 1863-64 годах, многие из них выдавались для перевооружения полков, пленённых при осаде Виксберга и позже обменянных. У северян европейское оружие в основном получили армии, действовавшие на Западе — поэтому винтовки Лоренца нечасто встречались, например, в Армии Потомака (хотя ей были оснащены два полка знаменитой Железной бригады) но активно использовались в армиях Камберленда и Теннесси.

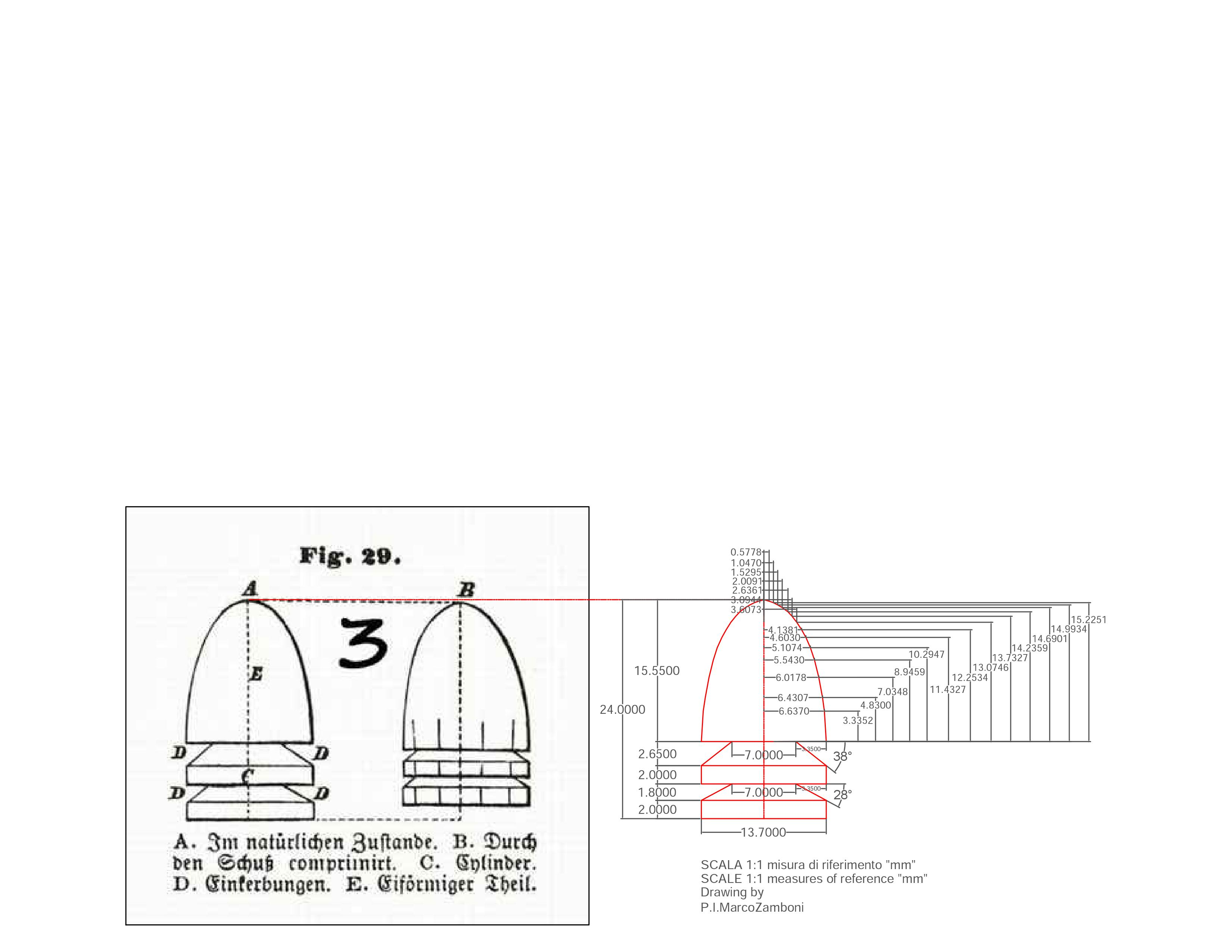
Расширяющаяся пуля типа Минье к винтовке Лоренца, калибр .54"/13,7 мм - вес 400 гран/28 г. Чертёж P.I. Marco Zamboni

Качество (и состояние) имевшихся в войсках винтовок Лоренца было весьма различным, как и отзывы о них. Соответственно, худшие из них при первой возможности менялись на другие образцы. На их репутацию также повлияла недостаточная меткость оружия, происходившая, в том числе, от использования в них вместо оригинальных австрийских боеприпасов пуль 54-го калибра (от винтовки M1841 "Mississippi"). Хотя у многих винтовок северян стволы были рассверлены под стандартный для наиболее распространённой системы Спрингфилда калибр .58, острота проблемы не уменьшилась, поскольку система была рассчитана на использование пуль с цельным дном, а не пустотелых системы Минье. Кроме того, дистанция на прицельных приспособлениях указывалась в тогдашней германской системе мер, а не в принятой в США английской, что затрудняло процесс прицеливания. Хотя в австрийских наставлениях и были подробно описаны способы применения оружия и ухода за ним, ни одно из них не было переведено на английский.
В самой же Австрии винтовки Лоренца были в 1862 году модифицированы и в таком виде применялись во время боёв австро-прусской войны 1866 года, в ходе которых выявилось преимущество прусских игольчатых винтовок Дрейзе. После войны около 70 000 винтовок были переделаны в казнозарядные (система Венцля) и состояли на вооружении до поступления в войска достаточного количества нового оружия — винтовок Верндля.
В Пруссии из взятых в большом количестве трофейных австрийских винтовок 35 599 были переделаны компаниями Simson und Luck и Cristoph Grueber & Co.в игольчатые "Zundnadel-Defensionsgewehr O/M" (Osterreichisches Modell) и переданы в части Ландвера, где использовались во время Франко-прусской войны.
В конце XIX века остававшиеся на складах винтовки продавались африканским племенам.

## Модификации
Винтовка Лоренца выпускалась в трёх вариантах, предназначенных для стрельбы на ближние, средние и дальние дистанции и различавшихся крутизной нарезов ствола и прицельными приспособлениями. В 1862 году был выпущен новый образец, имевший иной тип замочной доски, схожий с аналогичной деталью ружей Энфилд.
- Infanterie Gewehr M1854
- JagerStutzen M1854
- Extra-Corps Gewehr M1854
- Infanterie Gewehr M1862
- JagerStutzen M1862
- Extra-Corps Gewehr M1862

## Страны-эксплуатанты
- Австрийская империя
- Черногория[7]
- Красные рубашки (Италия)[8]
- Пруссия
- Франция 1350 винтовок и 400 карабинов закуплены в Австрии во время франко-прусской войны.[9]
- Войска польского Национального правительства (Январское восстание)
- Королевство Саксония
- Боливия[10]
- Перу
- Вторая Мексиканская империя
- КША
- США

## Участие в конфликтах
- Оккупация Дунайских княжеств 1855-1857
- Вторая война за независимость Италии 1859
- Экспедиция Тысячи 1860-1861[11]
- Бригантаж в Южной Италии 1861-1870[12]
- Гражданская война в США 1861-1865
- Черногорско-турецкая война  1861–62
- Польское восстание (1863—1864)[13][14]
- Вторая Шлезвигская война 1864
- Вторая французская интервенция в Мексику 1861-1867 (австрийские добровольцы, 1864 - 1866 гг.)[15]
- Австро-прусская война 1866
- Третья итальянская война за независимость 1866
- Франко-прусская война 1870-1871[16]
- Вторая тихоокеанская война 1879-1883[10]